# Gà tre Nam Kinh
Gà tre Nam Kinh (Nankin bantam) hay còn gọi đơn giản là gà Nam Kinh là một giống gà tre của Anh. Nó là một nòi gà Bantam thực thụ, một giống nhỏ tự nhiên chứ không phải là một biến thể thu nhỏ của giống gà to xác khác. Nó có nguồn gốc từ Đông Nam Á và là một trong những giống gà bantam lâu đời nhất. Nó là một giống gà có màu màu vàng da bò, và cái tên được cho là có nguồn gốc từ màu sắc của bông nankeen từ vùng Nam Kinh ở Trung Quốc.

## Lịch sử
Gà tre Nam Kinh được cho là một trong những giống gà tre Bantam thực sự lâu đời nhất, có nguồn gốc ở đâu đó ở Đông Nam Á mà chưa được xác định rõ. Mặc dù chúng lần đầu tiên được phổ biến rộng rãi ở phương Tây chỉ trong thế kỷ XVIII, có bằng chứng cho sự hiện diện của chúng ở Anh thậm chí từ thế kỷ XVI. Là một giống bantam có mặt ở Anh đặc biệt, gà tre Nam Kinh đã đóng góp vào sự hình thành nhiều giống bantam khác phổ biến hiện nay, như gà vảy cá (Sebright). Gà Nam Kinh được liệt kê trong danh sách loài nguy cấp. Chúng rất hiếm khi được tìm thấy ở Mỹ. Số lượng gà Nam Kinh giảm ở phương Tây sau giữa thế kỷ XIX, cùng với việc nhập khẩu giống mới hơn và kỳ lạ hơn của châu Á.
Mặc dù sự nổi tiếng của chúng với những người chơi gia cầm đã giảm nhiều, việc sử dụng gà mái Nam Kinh để ấp trứng cho những con gà chọi có thể đã giữ cho giống gà này không bị biến mất hoàn toàn. Mối quan tâm đến gà Nam Kinh ở Bắc Mỹ phần lớn không được chú ý từ Hiệp hội Bantam Mỹ vào những năm 1960. Ngày nay, giống gà Nam Kinh được Hiệp hội Bantam Mỹ công nhận, và đã được chấp nhận vào Tiêu chuẩn Hoàn thiện của Hiệp hội Gia cầm Hoa Kỳ năm 2012. Câu lạc bộ giống gà Mỹ được thành lập lần đầu tiên vào năm 2006. Chúng được phân loại là cực kỳ nguy cấp bởi Quỹ Bảo tồn giống vật nuôi Mỹ. Năm 2002, tổng số con được ước tính là 50-100 con, tình trạng bảo tồn của giống gà được FAO liệt kê là "quan trọng" năm 2007. Vào năm 2017, gà Nam Kinh không nằm trong số "các giống ưu tiên" trên danh sách theo dõi về sự sống còn của giống hiếm.

## Đặc điểm
Giống gà này có hai dòng (nòi), được phân biệt bằng hình dáng của các loại mồng, chiếc mồng duy nhất của gà Nam Kinh có một chiếc mào lớn với năm điểm, và chiếc mồng trà (hoa hồng) có một cái mào cỡ vừa kết thúc bằng một điểm duy nhất. Tất cả gà Nam Kinh đều có một màu duy nhất, với cơ thể có màu vàng da bò và đuôi màu đen. Màu vàng là sâu hơn và nhiều hơn nữa bóng ở con trống, và chúng có lông đuôi lưỡi liềm dài phổ biến trong những con gà trống. Mỏ của chúng là một màu sáng, và chân là có màu đá phiến màu xanh lam.
Gà Nam Kinh rất thân thiện trong việc bố trí ở chỗ nào. Mặc dù chúng vẫn giữ được khả năng bay vì thân hình nhỏ bé của chúng và đôi cánh tương đối lớn, nghiêng xuống, chúng có xu hướng ít hoạt động và bay hơn so với các giống bantam khác. Chúng cũng cảm thấy tốt khi bị giam giữ, và có xu hướng không đi lang thang nhiều khi được chăn nuôi thả vườn. Do kích thước nhỏ và cái mồng và nổi bật hơn (đặc biệt là trong các loại mồng đơn), chúng không phải là gà cứng cỏi với cái lạnh và yêu cầu nơi trú ẩn cách nhiệt ở các vùng phía bắc.
Các con gà Nam Kinh thường được nuôi dưỡng cho sở thích nuôi gà kiểng và phục vụ cho các hoạt động triển lãm các giống gia cầm trong các dịp hoặc ở hội chợ. Chúng là những con gà mái đẻ sai quả, và là những bà mẹ tốt nuôi con khéo. Trứng của chúng rất nhỏ và màu trắng kem. Giống như một số giống gà khác, gà mái Nam Kinh được nuôi theo truyền thống được sử dụng để ấp trứng của các loài chim săn bắn như gà lôi, chim cút và chim đa đa. Giống này trưởng thành chậm (chậm lớn) và sản xuất thịt kém.